# Associazione Calcio Mantova 1947-1948
Questa voce raccoglie le informazioni riguardanti l'Associazione Calcio Mantova nelle competizioni ufficiali della stagione 1947-1948.

## Stagione
Il Mantova parte forte, ma è chiamato ad un arduo compito. Classificarsi tra le prime sei per evitare il declassamento e rimanere nella nuova Serie B. La squadra virgiliana può contare sull'ex portiere del Milan Busani, sulle reti di Porcelli e Beghi e le incursioni del sempre bravo Frattini.
Il treno per la Serie B viene perso a causa di qualche sconfitta di troppo nel finale di stagione.
Il Mantova si piazza con 35 punti in decima posizione e viene retrocesso in Serie C.

## Rosa
| N. |                   | Ruolo | Calciatore          |
| -- | ----------------- | ----- | ------------------- |
|    | Italia (bandiera) | C     | Romano Agostinelli  |
|    | Italia (bandiera) | A     | Giulio Becagli      |
|    | Italia (bandiera) | A     | Roberto Beghi       |
|    | Italia (bandiera) | C     | Adeonte Buscaglione |
|    | Italia (bandiera) | P     | Giovanni Busani     |
|    | Italia (bandiera) | A     | Carlo Confalonieri  |
|    | Italia (bandiera) | C     | Guido Evoldi        |
|    | Italia (bandiera) | C     | Giuseppe Ferraguti  |
|    | Italia (bandiera) | P     | Nevio Ferrari       |
|    | Italia (bandiera) | C     | Aulo Fogar          |
|    | Italia (bandiera) | A     | Ermanno Frattini    |
|    | Italia (bandiera) | P     | Mario Ghirardi      |
|    | Italia (bandiera) | A     | Pietro Gola         |

| N. |                   | Ruolo | Calciatore        |
| -- | ----------------- | ----- | ----------------- |
|    | Italia (bandiera) | D     | Amedeo Grossi     |
|    | Italia (bandiera) | C     | Lidio Massagrande |
|    | Italia (bandiera) | D     | Augusto Mazzucato |
|    | Italia (bandiera) | A     | Ettore Perani     |
|    | Italia (bandiera) | A     | Corrado Petrini   |
|    | Italia (bandiera) | D     | Eraldo Pezzini    |
|    | Italia (bandiera) | A     | Bruno Porcelli    |
|    | Italia (bandiera) | C     | Luigi Saccavino   |
|    | Italia (bandiera) | C     | Mario Sguaitzer   |
|    | Italia (bandiera) | C     | Rolando Vicovaro  |
|    | Italia (bandiera) | D     | Luigi Visintainer |
|    | Italia (bandiera) | C     | Antonio Vismara   |

## Risultati

### Campionato

#### Girone di andata
| Arbitro: | Loda (Brescia) |

|                                       |           |              |
| Porcelli 7’, 30’, 70’ Massagrande 16’ | Marcatori | 21’ Coltella |

| Arbitro: | Bernardi (Savona) |

|                            |           |                           |
| Grillone 11’ Prunecchi 84’ | Marcatori | 7’ 68’ Porcelli 79’ Beghi |

| Mantova 21 settembre 1969 3ª giornata | Mantova            | 0 – 0 | Reggiana | Stadio John Robert Nation\| Arbitro: \| Cazzamalli (Crema) \| |
| Arbitro:                              | Cazzamalli (Crema) |       |          |                                                               |

| Arbitro: | Maglio (Torino) |

|                                                   |           |                     |
| Celio 3’ Colaussi 33’ (rig.) Arangelovic 47’, 77’ | Marcatori | 67’ (rig.) Porcelli |

| Arbitro: | Longagnani (Modena) |

|             |           |               |
| Becagli 12’ | Marcatori | 44’ Corradini |

| Arbitro: | Barbieri (Milano) |

|                                    |           |                                |
| 61’, 64’ Tagliasacchi 85’ Faccenda | Marcatori | 69’ Porcelli 72’ (aut.) Turchi |

| Arbitro: | Boffardi (Genova) |

|             |           |               |
| Becagli 54’ | Marcatori | 8’ Stabellini |

| Mantova 2 novembre 1947 8ª giornata                            | Mantova   | 2 – 0 | Centese | Stadio John Robert Nation |
| \| \| \| \| \| Porcelli 32’ Massagrande 52’ \| Marcatori \| \| |           |       |         |                           |
|                                                                |           |       |         |                           |
| Porcelli 32’ Massagrande 52’                                   | Marcatori |       |         |                           |

| Arbitro: | Massironi (Milano) |

|                           |           |              |
| Cattaneo 44’ Antolini 48’ | Marcatori | 50’ Frattini |

| Arbitro: | Cicardi (Lecco) |

|                 |           |                       |
| Massagrande 87’ | Marcatori | Zecca 37’ Ferrari 59’ |

| Arbitro: | Moratelli (Bologna) |

|                                 |           |  |
| Porcelli 30’ (rig.) Becagli 54’ | Marcatori |  |

| Arbitro: | Zago (Belluno) |

|  |           |                          |
|  | Marcatori | 31’ Porcelli 88’ Becagli |

| Arbitro: | Barbieri (Milano) |

|                   |           |            |
| Meucci 33’ (aut.) | Marcatori | 87’ Meucci |

| Arbitro: | Casini (Palermo) |

|                                |           |           |
| Degli Esposti 75’ Lamberti 82’ | Marcatori | 60’ Beghi |

| Arbitro: | Codeluppi (Lodi) |

|                                     |           |  |
| Frattini 25’ Beghi 53’ Porcelli 55’ | Marcatori |  |

| Arbitro: | Milanone (Biella) |

|                      |           |           |
| Pravisano 60’ (rig.) | Marcatori | 82’ Beghi |

| Arbitro: | Massironi (Milano) |

|               |           |                    |
| Biagiotti 51’ | Marcatori | 7’ (aut.) La Penna |

#### Girone di ritorno
| Arbitro: | Codeluppi (Lodi) |

|                                 |           |              |
| Pucci 10’ (rig.) 30’ Semoli 48’ | Marcatori | 86’ Porcelli |

| Arbitro: | Rosso (Casale Monferrato) |

|                                                  |           |                |
| Fogar 26’ Massagrande 47’ Frattini 53’ Beghi 83’ | Marcatori | 57’ Cappellini |

| Arbitro: | Canavesio (Torino) |

|                                        |           |           |
| Tolloi 1’ Mantovani 14’ Suozzi 51’ 87’ | Marcatori | 70’ Beghi |

| Arbitro: | Massai (Pisa) |

|             |           |           |
| Becagli 55’ | Marcatori | 35’ Fiore |

| Arbitro: | Ferrazzi (Milano) |

|  |           |                                |
|  | Marcatori | 20’ Beghi 49’, 90’ Massagrande |

| Arbitro: | Massai (Pisa) |

|              |           |  |
| Beghi 3’ 55’ | Marcatori |  |

| Parma 28 marzo 1948 24ª giornata | Parma              | 0 – 0 | Mantova | Stadio Ennio Tardini\| Arbitro: \| Forza (Monfalcone) \| |
| Arbitro:                         | Forza (Monfalcone) |       |         |                                                          |

| Arbitro: | Neri (Vicenza) |

|                                 |           |  |
| Nardi II 49’, 59’ Forghieri 88’ | Marcatori |  |

| Arbitro: | Cambi (Livorno) |

|                             |           |            |
| Massagrande 5’ Porcelli 24’ | Marcatori | 36’ Zanini |

| Venezia 25 aprile 1948 27ª giornata | Venezia         | 0 – 0 | Mantova | Stadio Pierluigi Penzo\| Arbitro: \| Arietti (Siena) \| |
| Arbitro:                            | Arietti (Siena) |       |         |                                                         |

| Arbitro: | De Mari (Torino) |

|                                |           |              |
| Negri 16’ Saccavino 59’ (aut.) | Marcatori | 89’ Porcelli |

| Arbitro: | Buratti (Milano) |

|             |           |  |
| Porcelli 5’ | Marcatori |  |

| Arbitro: | Moradei (Trieste) |

|                    |           |  |
| Pezzini 46’ (aut.) | Marcatori |  |

| Arbitro: | Corallo (Lecce) |

|                        |           |  |
| Fogar 13’ Frattini 87’ | Marcatori |  |

| Arbitro: | Tibaldi (Savona) |

|          |           |  |
| Sega 48’ | Marcatori |  |

| Mantova 13 giugno 1948 33ª giornata | Mantova | – A tav. | Udinese |  |

| Arbitro: | Massironi (Milano) |

|                 |           |  |
| Confalonieri 7’ | Marcatori |  |